# Sucá (judaísmo)
Una sucá (en hebreo: סוכה; plural; סוכות; sucot) es una morada temporal construida para ser utilizada durante el festival judío de Sucot. La sucá está cubierta con ramas, y normalmente su interior está decorado. El libro de Levítico lo describe como un refugio simbólico en el desierto, que conmemora el momento cuando Elohim cuidó a los israelitas, mientras estaban en el desierto y habitaban allí, después de que fueron liberados de la esclavitud que sufrían en Egipto. Es común que los judíos coman, duerman y pasen un tiempo habitando en la sucá. En el judaísmo, la fiesta de Sucot se considera una ocasión alegre y a menudo esta se denomina el día de la alegría. La sucá representa la fragilidad de la vida humana y cómo nuestras vidas dependen de Dios.

## Galería de imágenes

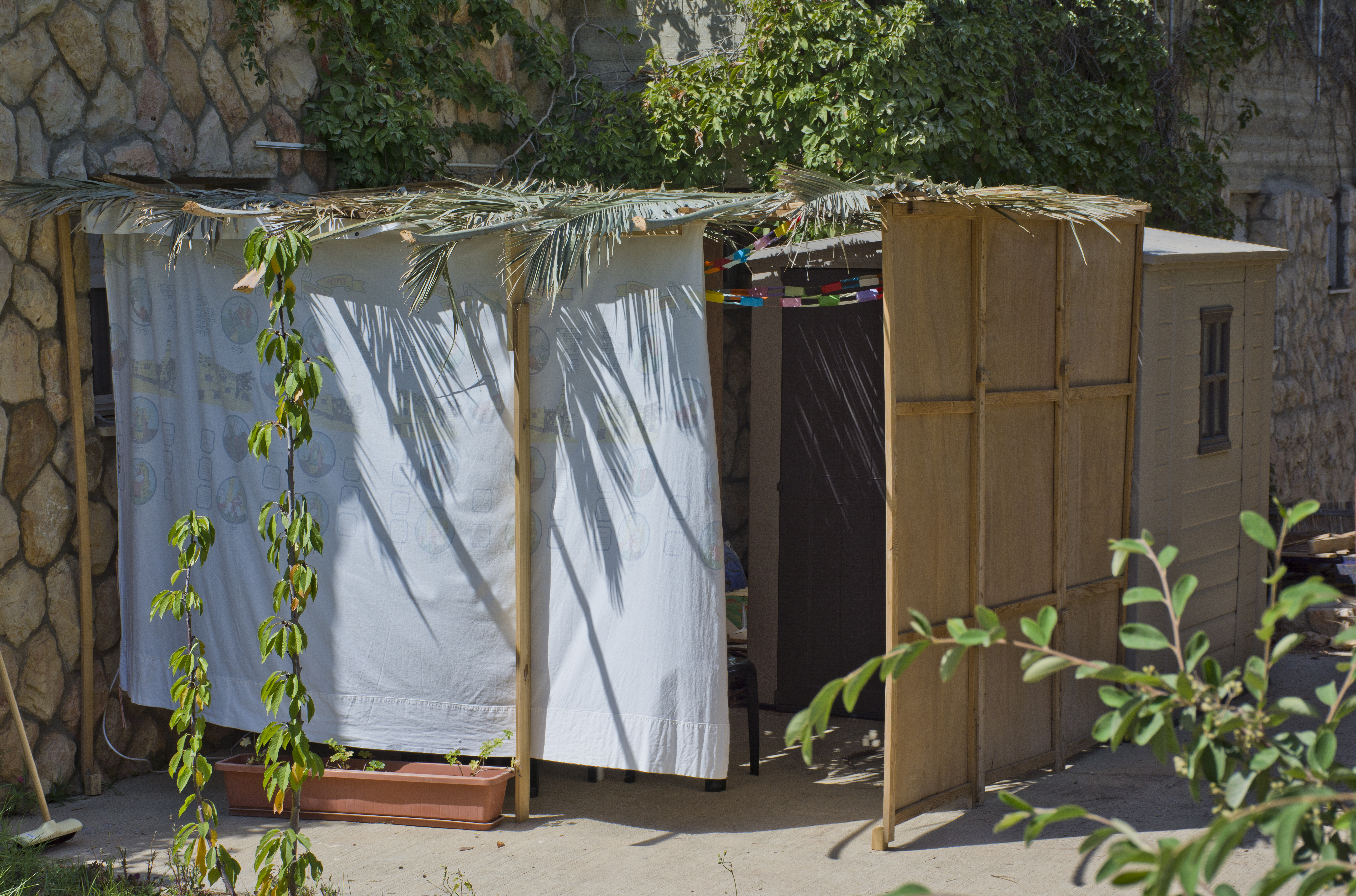
Sucá en Kfar Etzion.
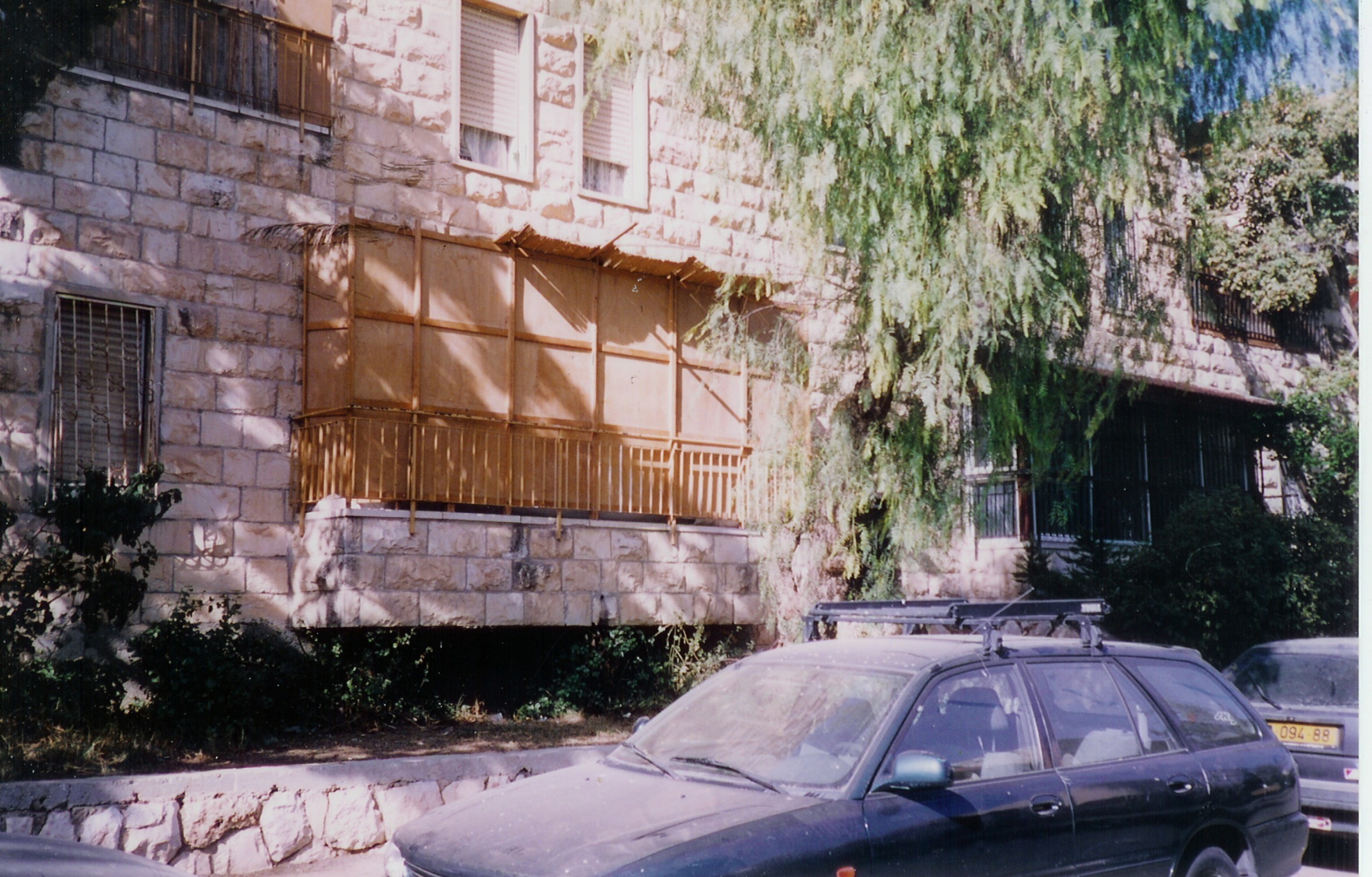
Sucá en un balcón en Jerusalén.
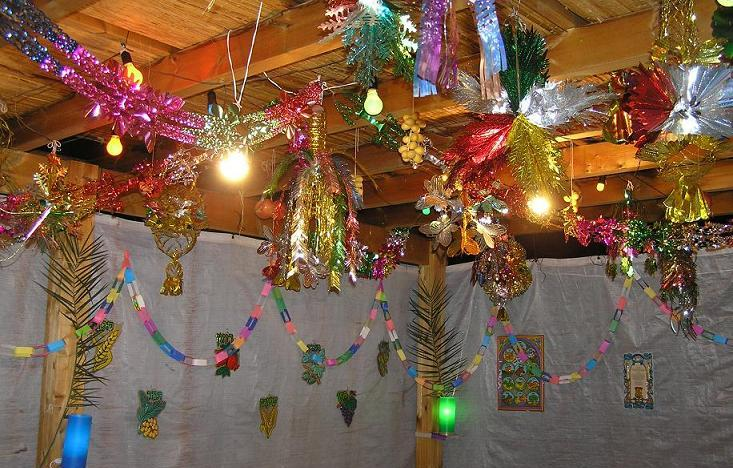
Sucá con decoración en el techo.